# Odi Gonzales
Odi Gonzales (* 1962 in Cusco, Peru) ist ein peruanischer Dichter, der auf Spanisch und Cusco-Quechua schreibt.

## Leben
Odi Gonzales wuchs in Cusco auf und lernte Spanisch und Quechua gleichzeitig. Er studierte industrielles Ingenieurwesen und Literatur in Perú und machte den Magister an der University of Maryland (College Park) in den USA.
Auf Spanisch veröffentlichte er die Gedichtbände Juego de niños 1988, Valle sagrado 1993, Almas en pena 1998 und La escuela de Cusco 2005. Für seine frühen Gedichte erhielt er 1992 den Nationalpreis für Poesie Perus (Premio Nacional de Poesía de Perú) „César Vallejo“ und den Preis für Poesie der Universidad Nacional Mayor de San Marcos (Premio de Poesía de la UNMSM) in Lima. 2002 erschien sein Buch mit Gedichten auf Quechua, Tunupa. El libro de las sirenas.
Odi Gonzales hat in den USA als Übersetzer für Englisch, Spanisch und Quechua sowie als Spezialist für die mündliche Tradition des Quechua unter anderem am Smithsonian National Museum of American Indian, dem National Foreign Language Center und dem Fernsehsender National Geographic Television in Washington, D.C. gearbeitet.
2000 gab er eine Studie und spanische Übersetzung der Quechua-Gedichte aus Taki parwa von Andrés Alencastre Gutiérrez heraus.

## Werke

### Gedichte auf Spanisch
- La Escuela de Cusco (2005)
- Almas en Pena (1998)
- Valle Sagrado (1993)
- Juego de Ninos (1988)

### Gedichte auf Quechua
- Tunupa: El Libro de las Sirenas (2002)

### Übersetzung ins Spanische
- Kilku Warak’a (Andrés Alencastre Gutiérrez): Taki parwa. Biblioteca Municipal del Cusco, 2008.